# Metafisico equivoco (singolo)
Metafisico equivoco è un singolo dei Rats pubblicato nel 2012, primo e unico estratto dall'album omonimo.

## Videoclip
Per la promozione del singolo è stato realizzato un videoclip che mostra la band mentre suona la canzone dal vivo.

## Tracce
1. Metafisico equivoco (Radio version) - 3:38